# Universal (Indiana)
Universal ist eine Town in der Clinton Township des Vermillion County im Bundesstaat Indiana in den Vereinigten Staaten. Bei der Volkszählung 2010 betrug die Bevölkerungszahl 362. Die Stadt wurde 1911 gegründet.

## Geschichte
Universal wurde 1911 als Bergbaugemeinde gegründet. Die Stadt erhielt ihren Namen von den nahe gelegenen Universal Mines. Seit 1912 ist in Universal ein Postamt in Betrieb.

## Geographie
Universal befindet sich im südlichen Teil des Clinton Township. Zwei Kilometer östlich von Universal verläuft der vierspurige Highway Indiana State Road 63, der im westlichen Teil von Indiana von Nord nach Süd führt. Die größte Stadt im Vermillion County, Clinton, ist etwa acht Kilometer entfernt.

## Demographie
Laut Volkszählung von 2010 hatte die Stadt 362 Einwohner, die in 151 Haushalten und 103 Familien lebten. Die Bevölkerungsdichte betrug 388 Menschen je km². Es existierten 176 Wohneinheiten. In der Stadt lebten 99,4 % Weiße, 0,3 % Afroamerikaner und 0,3 % von anderen ethnischen Bevölkerungsgruppen. Hispanic oder Latino waren 1,7 % der Bevölkerung.
Von den 151 Haushalten hatten 33,8 % Kinder unter 18 Jahren. 40,4 % waren verheiratet. 19,2 % hatten einen weiblichen Haushaltsvorstand ohne Ehemann, 7,9 % hatten einen männlichen Haushaltsvorstand ohne anwesende Frau und 31,8 % waren keine Familie. 29,1 % aller Haushalte bestanden aus Einzelpersonen und 15,2 % hatten jemanden, der allein lebte und 65 Jahre oder älter war. Die durchschnittliche Haushaltsgröße betrug 2,4 und die durchschnittliche Familiengröße 2,82 Personen.
Das Durchschnittsalter in Clinton betrug 38,8 Jahre. 27,1 % der Einwohner waren jünger als 18 Jahre; 6 % waren zwischen 18 und 24 Jahre alt; 25,6 % waren 25 bis 44; 26 % waren von 45 bis 64; und 15,2 % waren 65 Jahre oder älter. Die geschlechtsspezifische Zusammensetzung der Stadt betrug 47,5 % Männer und 52,5 % Frauen.